# Piotr Chmielewski
Piotr Chmielewski (Lublin, 18 september 1970) is een Pools voormalig wielrenner die vooral koersen uit eigen land op zijn naam schreef. Hij was zijn gehele carrière actief bij dezelfde Poolse ploeg.

## Overwinningen
1993
- Bergklassement Ronde van Polen

1998
- Eindklassement Bałtyk-Karkonosze-Tour

2000
- Memorial Andrzeja Trochnowskiego

2001
- 2e etappe en Eindklassement Giro del Capo
- 3e etappe Dookola Mazowska
- Memoriał Henryka Łasaka
- 5e etappe Ronde van Polen
- 12e etappe Herald Sun Tour (met Zbigniew Piątek, Eugen Wacker, Remigius Lupeikis, Kazimierz Stafiej)
- 14e etappe Herald Sun Tour

2003
- 4e etappe Dookola Mazowska
- 3e etappe Malopolski Wyscig Gorski

2004
- Slupska do Ustiki Pomorskim Klasyku
- Eindklassement Okolo Slovenska

2006
- Memorial Andrzeja Trochnowskiego

2007
- Wyscig o Wielka Nagrode Belchatowa

## Resultaten in voornaamste wedstrijden
| Jaar | Ronde van Italië | Ronde van Frankrijk | Ronde van Spanje |
| ---- | ---------------- | ------------------- | ---------------- |
| 1993 | 48e              |                     |                  |

## Ploegen
- 2000 –  Mróz-Supradyn Witaminy
- 2001 –  Mróz-Supradyn Witaminy
- 2002 –  Mróz
- 2003 –  CCC-Polsat
- 2004 –  Action
- 2005 –  Action-Ati
- 2006 –  CCC-Polsat
- 2007 –  Action-Uniqa
- 2008 –  Mroz-Action-Uniqa